# Mika ex machina
Pour plus de détails, voir Fiche technique et Distribution.
Mika ex machina est un film français de Deborah Saïag (d) et Mika Tard (d).

## Synopsis
Depuis plusieurs mois, Mika trouve chaque jour des choses étranges sur sa moto : rubans rouges, pièces de monnaie, antivols... jusqu'à ce qu'un mini-cadenas caché dans la chaîne de son moteur manque de lui causer un grave accident. Déterminée à trouver le coupable, elle filme sa moto à distance avec l'aide de ses ami.e.s. Très vite, les fantasmes et projections de chacun.e brouillent les pistes. Harcèlement, drague ou vengeance ? La situation est-elle romantique, romanesque ou menaçante ? Mika et sa bande mènent l'enquête.

## Fiche technique
- Date de sortie : 1er janvier 2025[1]
- Durée : 95 minutes[1]
- Réalisation : Deborah Saïag (d), Mika Tard (d)[1]
- Musique :  Irma Pany[2]
- Production : Les Films de la Transe, Galatée Films, Allons Voir[3]
- Distribution : Pyramide Distribution[4].

## Distribution
- Mika Tard
- Déborah Saïag
- Iris Brey
- Ludivine Sagnier
- Daniel Gourdon
- Audrey Fabre
- Charlie Biboun
- Fleur Godart
- Océan
- Constance Debré
- Lauren Bastide

## Production
Le film est tourné à l'iPhone.

### Distribution
Le film est distribué à Angers. 

## Réception

### Critique
Le site Les Inroks met en avant « le duo Mika et Deborah dont la vitalité et la beauté de la relation redéfinissent totalement la figure du coloc au cinéma. ».
Télérama décrit le film comme « un aperçu, assez mal filmé à l’iPhone, de la quasi-totalité de la sphère amicale de la réalisatrice ».
Le site Allociné donne une note spectateur de 3.5/5 et de 2.8/5 pour la presse.